# Boulevard di Parigi

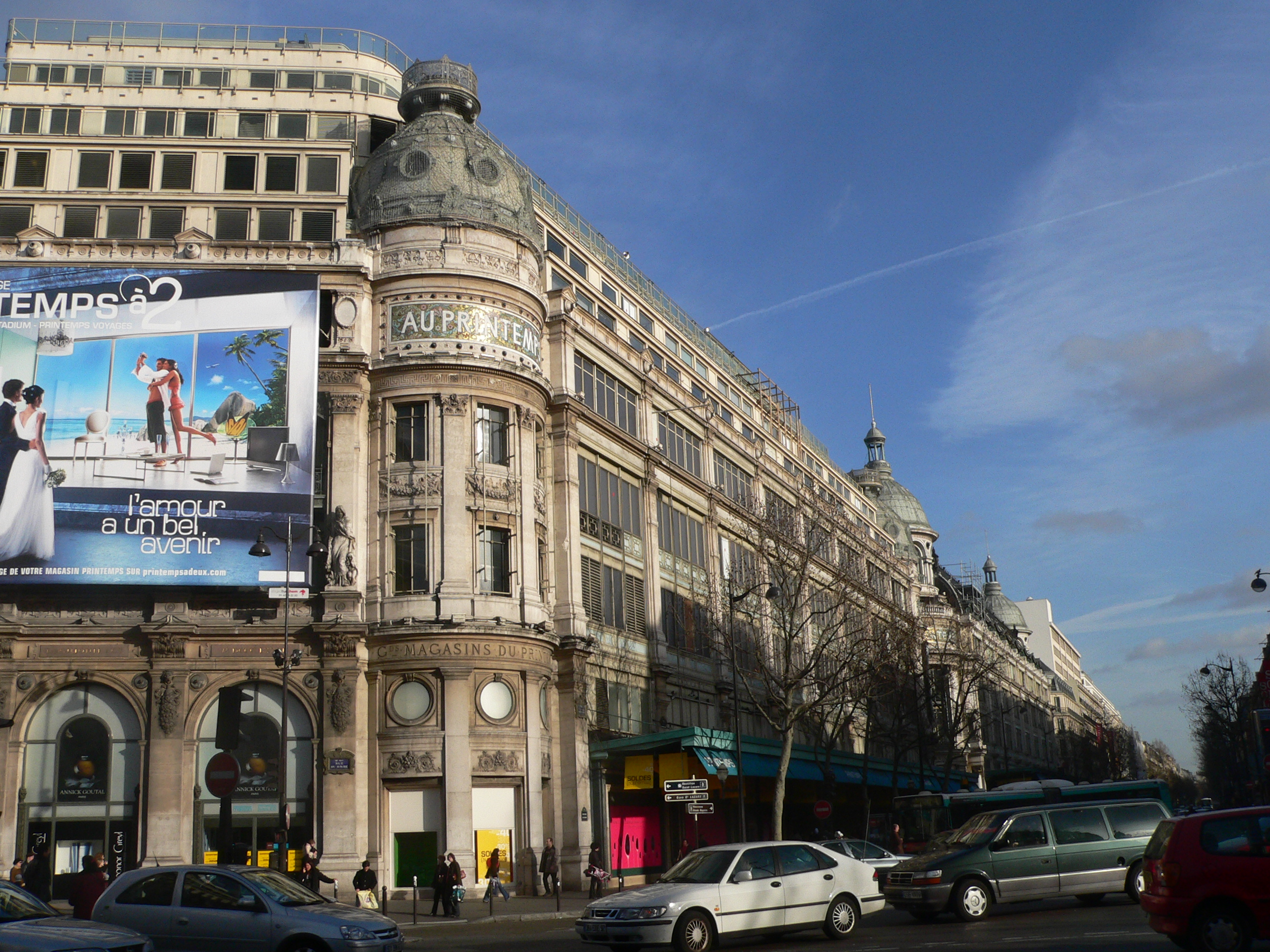
Boulevard Haussmann con i magazzini Printemps.

I boulevard costituiscono una parte importante dell'identità urbana e sociale di Parigi. Essi furono costruiti su iniziativa del potere centrale al posto delle fortificazioni concentriche successive della città via via che queste diventavano obsolete. Il nome boulevard proviene dall'olandese bolwerk, definente i bastioni più i relativi terrapieni.
I boulevard sono associati ad un certo spirito di bighellonaggio e di leggerezza. Questa vocazione al divertimento si manifesta nel XVIII secolo con l'apertura di numerosi teatri attorno al Théâtre de la Porte Saint-Martin. Lo spirito boulevardier si sviluppa nei "teatri di boulevard", che rappresentano pièce  leggere e divertenti, lontano dall'accademia dei teatri ufficiali.
Il boulevard du Temple ricevette così il nome di boulevard du Crime all'epoca della Restaurazione, allusione agli innumerevoli misfatti commessi non nella strada, ma sulle scene teatrali. È anche sui Grands Boulevards che avrà luogo la prima rappresentazione pubblica del cinematografo.
Sulla riva destra Parigi ha tre serie di boulevard: 
1. i Grands boulevards
2. i boulevards costruiti al posto del muro dei fermiers généraux (senza un loro nome generico)
3. i boulevards des Maréchaux, costruiti dopo la distruzione della cinta di Thiers.

Il boulevard périphérique conserva l'idea di boulevard, quella di cintura, ma non comporta alcuna delle caratteristiche sociali e culturali dei boulevard parigini.

## IGrands Boulevards

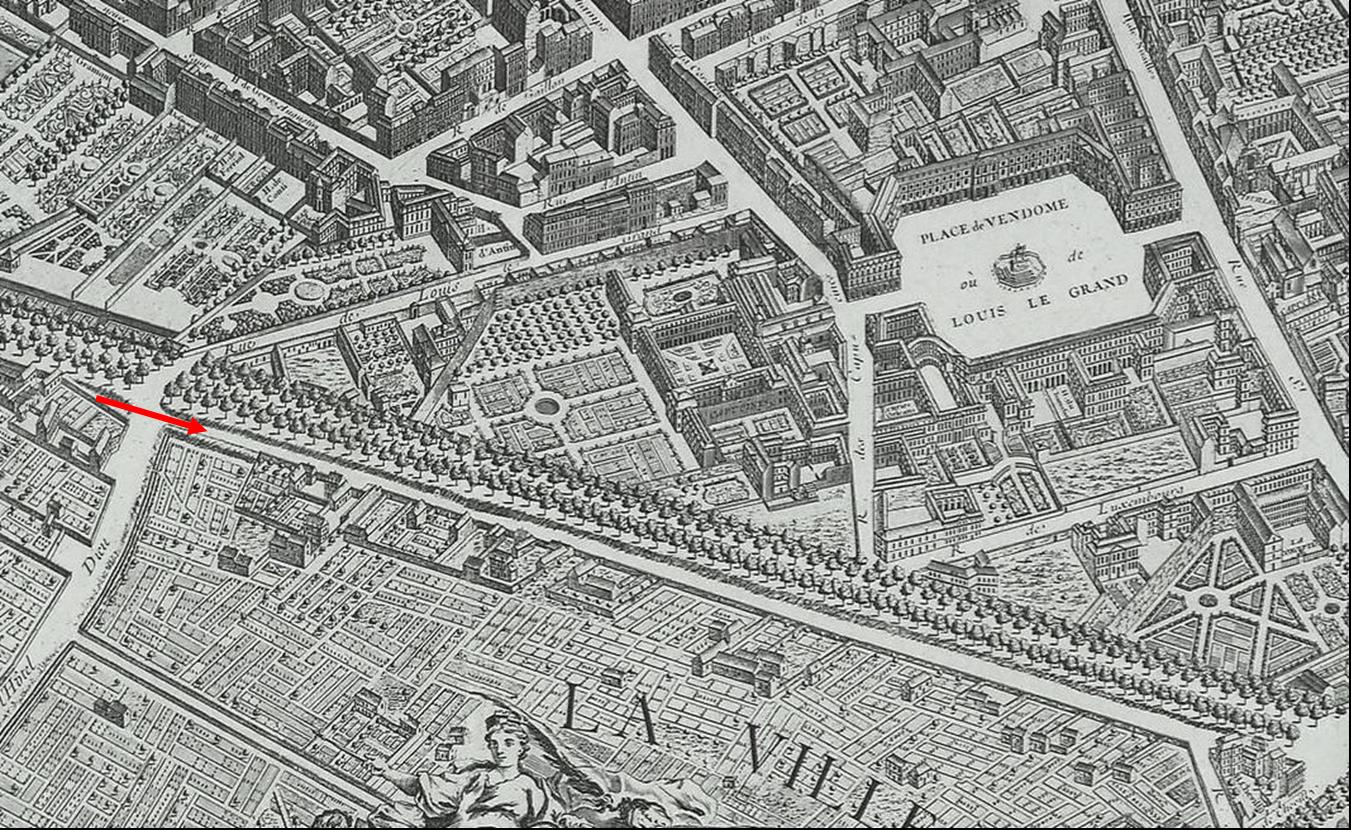
I boulevard sul plan de Turgot (1736) qualche anno dopo la loro creazione sul posto delle mura abbattute

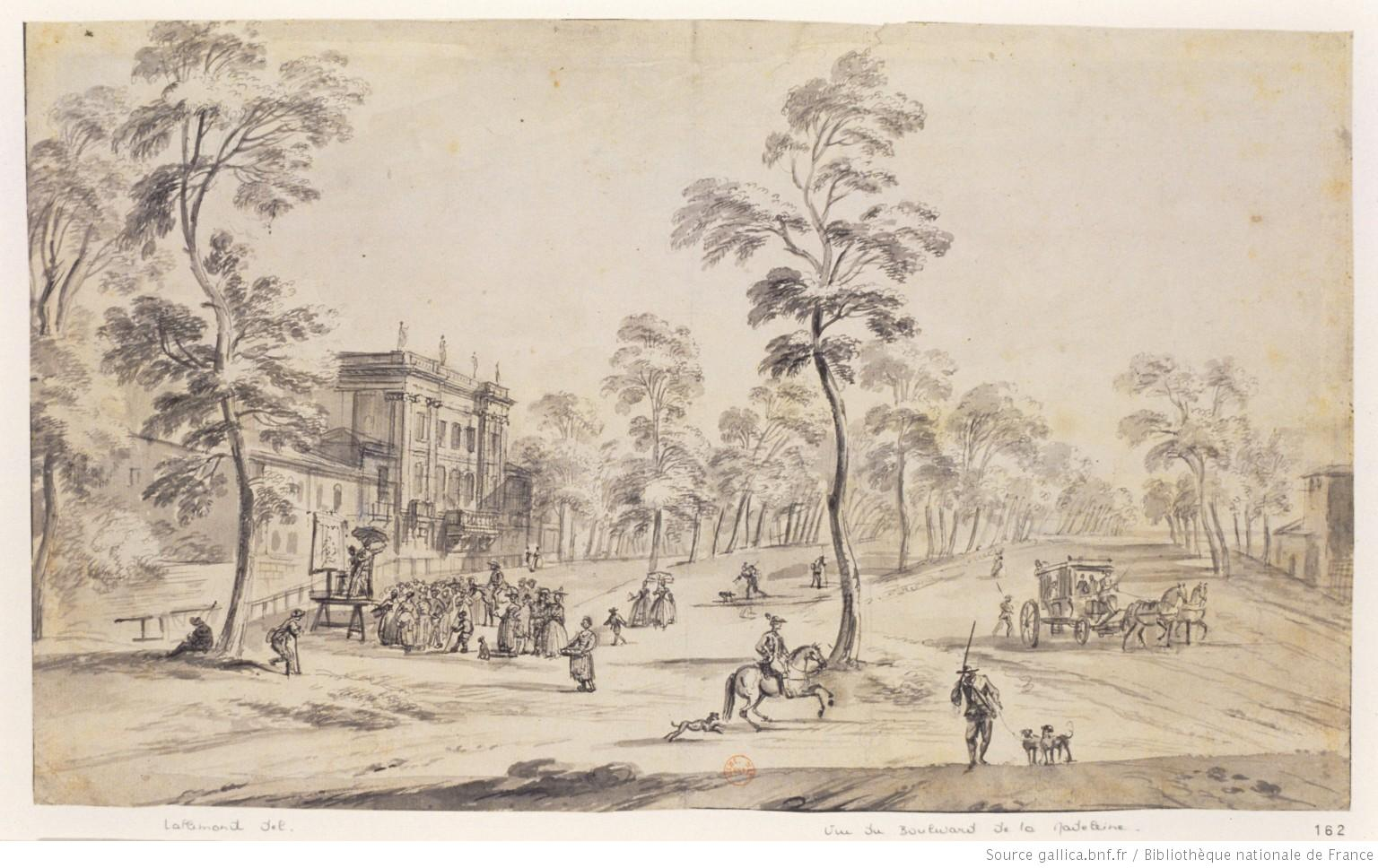
Il boulevard des Capucines, poco dopo la sua creazione: un terreno ineguale e una doppia fila d'alberi per la circolazion dei veicoli

I Grands Boulevards costituiscono i boulevard parigini per eccellenza. Essi si trovano sulla riva destra al posto delle antiche fortificazioni di Carlo V e di Luigi XIII. I Grands Boulevards sono costituiti oggi esclusivamente dai boulevard:
- Beaumarchais
- des Filles-du-Calvaire
- du Temple
- Saint-Martin
- Saint-Denis
- de Bonne-Nouvelle
- Poissonnière
- Montmartre
- des Italiens
- des Capucines
- de la Madeleine.

La seconda cinta costruita attorno a Parigi era quella di Carlo V, costruita dal 1370 al 1382. Essa andava dalla porte Saint-Antoine, sull'attuale place de la Bastille, alla porta di Saint Denis, poi al Louvre. Nella parte nord-ovest essa era stata sostituita dalla cinta di Luigi XIII, costruita dal 1633 al 1636, che andava dalla porta Saint-Denis alla porta Saint-Honoré (piazza della Madeleine attuale).
Verso il 1660 queste fortificazioni si trovavano in cattivo stato ed erano divenute inutili dopo le vittorie di  Luigi XIV. Le mura vennero rase al suolo e vennero colmati i fossati. Sulla strada creata a nuovo quattro carrozze potevano correre nei due sensi e nei controviali furono piantate doppie file di alberi. Alcune porte fortificate furono sostituite da archi di trionfo (porta di Saint Denis, porte Saint-Martin). Si trattava del Nouveau Cours costruito dal 1668 al 1705 sotto Luigi XIV dall'architetto Pierre Bullet.
Nella parte ovest la nobiltà e la finanza fecero costruire magnifici palazzi nei quartieri attigui. Per contro, nella parte est, vi si stabilirono attività d'attrattiva popolare (teatri, balli, acrobati, ristoranti…).
La strada venne pavimentata nel 1778. L'illuminazione a gas fece la sua comparsa nel 1817 nel  passage des Panoramas e s'estese ai boulevard nel 1826. Il primo omnibus a cavalli «Madeleine-Bastille» fu istituito il 30 gennaio 1828.
I parigini ne fecero un luogo di passeggiate, il cui successo continuò attraverso i secoli e le trasformazioni urbanistiche. Il Bel-Ami di Maupassant passeggiava tranquillamente e piacevolmente sui boulevard e, negli anni 1950, fu ancora sui boulevard che Fred Astaire provò il piacere migliore di trovarsi a Parigi in Funny Face. Nel XX secolo, soprattutto nella parte ovest, i numerosi caffè e ristoranti sono stati sostituiti da immobili per uffici o sedi di aziende.
Il taglio d'altri assi di grande capacità (boulevard Richard-Lenoir, boulevard Haussmann, avenue de la République…) ha ridotto la "leggibilità" nella topografia parigina dell'antica cintura di Luigi XIII. La nozione di Grands Boulevards è così divenuta un poco più sfumata. Numerosi parigini v'includono, senza dubbio spontaneamente, anche boulevard Haussmann, poiché le vetrine dei grandi magazzini che attraggono i passanti sono ben conformi allo spirito boulevardier.

## Un luogo della grande festa parigina

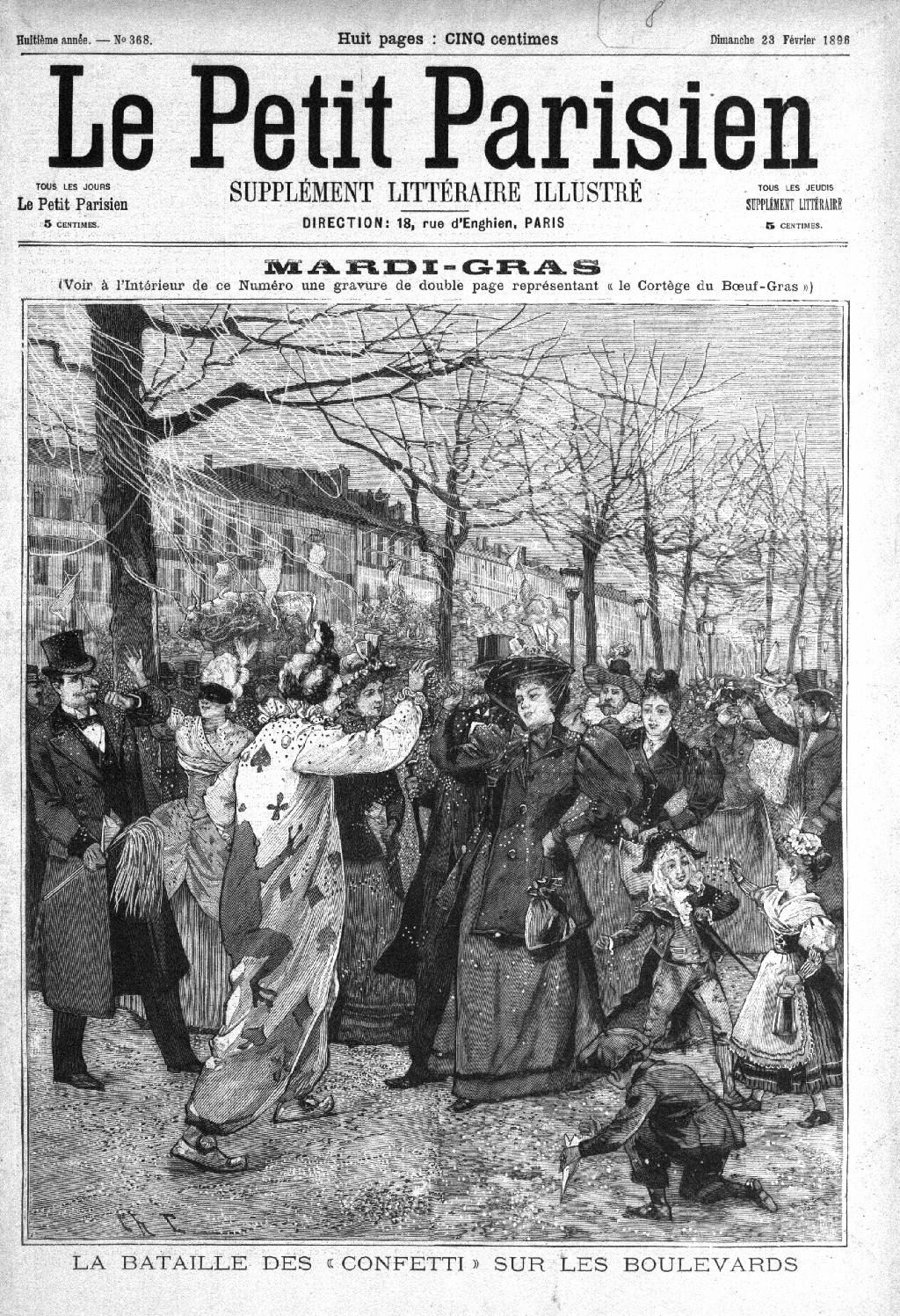
Battaglia di confetti ed alberi infiocchettati di stelle filanti sui Grands Boulevards nel 1896.

Nel XIX secolo i Grands Boulevards divennero luogo d'incontri del Carnevale di Parigi, allora molto grande. Essi si videro invadere dalla folla carnevalizia al punto che, verso il 1900, i tre giorni-grassi con martedì grasso ed il giovedì grasso di mezza Quaresima si dovette deviare la circolazione dei veicoli e sospendere il passaggio del celebre omnibus Madeleine-Bastille. Durante le loro sfilate in Parigi, i cortei del Bue Grasso e della regina di Metà Quaresima, dovevano passare di là.
Sui Grands Boulevards avevano luogo gigantesche battaglie di confetti, venduti al vaso o al chilo, dal 1892 fino al 1914. All'inizio degli anni 1890, al momento della "festa delle stelle filanti", le stelle filanti rendevano gli alberi dei Grands Boulevards « tout chevelus et multicolores (tutti capelluti e multicolori) ».

## Iboulevarddel «mur murant» Parigi
Nuova linea di fortificazioni, nuova cintura di boulevard: a partire dal 1784, Ledoux costruì il mur des Fermiers généraux, esternamente percorsa da una linea di boulevard. Questo muro daziario, detestato dai parigini, sparì con la costruzione della cinta successiva, ma non i boulevard, che rimasero. I piani urbanistici degli anni 1950 tentarono, senza successo, di trasformarli in autostrada urbana.

## Iboulevards des Maréchaux
Negli anni 1920 la demolizione della cinta di Thiers permise di creare una terza cintura di boulevard, che faceva il giro completo di Parigi. Queste nuove vie furono chiamate con i nomi dei marescialli del Primo impero. Essi costituirono la "frontiera" di Parigi fino ai tempi del "Périférique", ma i parigini non annoverarono mai i boulevards des Maréchaux fra i Grands Boulevards.

## Iboulevards haussmanniens

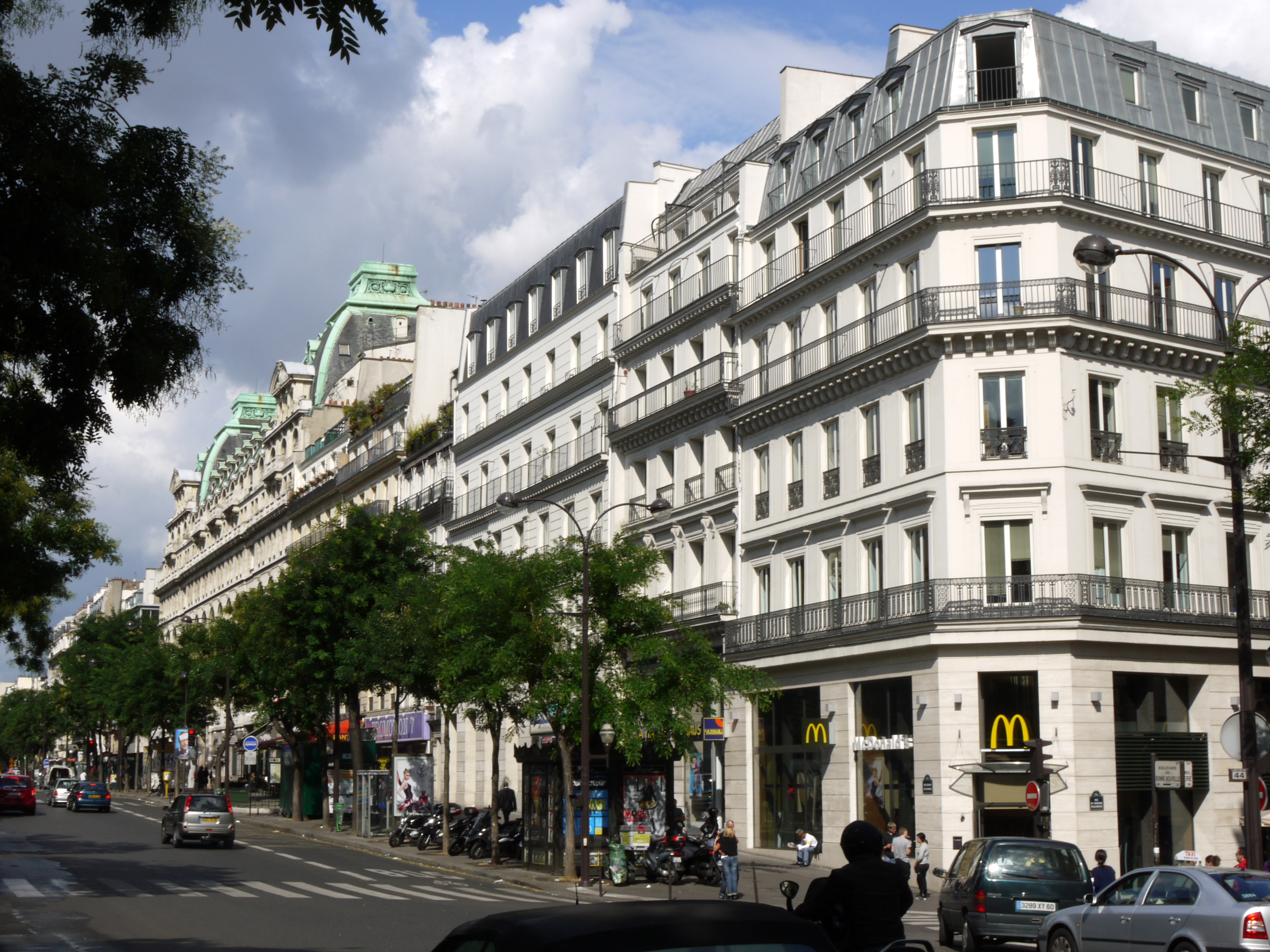
Boulevard Poissonnière

I boulevards haussmanniens costituiscono un tipo particolare di boulevard per quanto ne riguarda l'origine. Essi formano ampi tagli nel tessuto parigino e non l'utilizzo di spazi liberi lasciati da un'antica cinta muraria. Essi s'apparentano agli altri boulevard per le loro caratteristiche geografiche (arterie concentriche), sociali e culturali; ad esempio i boulevard Saint-Germain e  boulevard Haussmann.
I grandi lavori del Secondo Impero imposero i boulevard nel cuore stesso di Parigi, quando non si costruì fino in zone poco o punto abitate.
I boulevard, che non servivano prima che a circondare la capitale, divennero l'asse strutturale della circolazione. 
Fu sul piano architetturale che il periodo "hausmanniano", negli antichi boulevard come in quelli moderni, contribuì all'immagine di Parigi: gli allineamenti dei fabbricati controllati dai regolamenti urbanistici della capitale, con i loro balconi filanti lungo tutto un isolato, hanno fatto del boulevard parigino un asse immediatamente riconoscibile.